# Västersjön (Stigsjö socken, Ångermanland)
Västersjön är en sjö i Härnösands kommun i Ångermanland och ingår i Gådeåns huvudavrinningsområde. Sjön har en area på 0,208 kvadratkilometer och ligger 102 meter över havet. Sjön avvattnas av vattendraget Brånsån.

## Delavrinningsområde
Västersjön ingår i det delavrinningsområde (694438-159185) som SMHI kallar för Utloppet av Västersjön. Medelhöjden är 171 meter över havet och ytan är 8,6 kvadratkilometer. Räknas de 7 avrinningsområdena uppströms in blir den ackumulerade arean 49,02 kvadratkilometer. Brånsån som avvattnar avrinningsområdet har biflödesordning 2, vilket innebär att vattnet flödar genom totalt 2 vattendrag innan det når havet efter 18 kilometer. Avrinningsområdet består mestadels av skog (87 procent). Avrinningsområdet har 0,27 kvadratkilometer vattenytor vilket ger det en sjöprocent på 3,1 procent.